# Натрия пикосульфат
Натрия пикосульфат — слабительный препарат, производное триарилметана. Действует только на уровне толстой кишки. От молекулы натрия пикосульфата отщепляется сульфатный радикал за счет деятельности живущих в толстой кишке сульфатазопроизводящих бактерий, и препарат превращается в его активную форму — свободный дифенол. Он стимулирует рецепторы слизистой оболочки толстой кишки и усиливает его перистальтику.
Слабительное действие развивается через 8—24 ч после приема в зависимости от скорости попадания препарата в толстую кишку.
После приема внутрь натрия пикосульфат не абсорбируется из желудочно-кишечного тракта и не подвергается печеночно-кишечной циркуляции.
В системном кровотоке и в моче определяются незначительные количества дифенола. Связи между послабляющим действием препарата и концентрацией в крови активного дифенола не отмечено.
В России пикосульфат натрия зарегистрирован под торговыми наименованиями «Гутталакс», «Гуттасил», «Лаксигал-Тева», «Пикодинар», «Регулакс пикосульфат», «Слабикап», «Слабилен». Также имеется комбинированный препарат «Пикопреп».

## Показания к применению
Все виды запоров, как атонические (запоры, связанные с уменьшением двигательной активности толстой кишки), так и спастические (как это? есть в противопоказаниях) (запоры, связанные с непроизвольными сокращениями толстой кишки). Особенно показан при запорах, связанных с диетой, неподвижностью, беременностью, чрезмерным весом, для очищения кишечника при подготовке к операциям и т. д. Используется для облегчения опорожнения кишечника у больных, страдающих геморроем (выбуханием и воспалением вен прямой кишки), анальными трещинами (трещинами заднего прохода), в послеоперационном периоде.

## Побочные действия
При длительном применении препарата в значительно повышенных дозах возможны нарушения:
- Со стороны водно-электролитного баланса: потеря калия и других электролитов.
- Со стороны пищеварительной системы: редко — диспептические явления, диарея.

При кратковременном приеме препарата побочные эффекты наблюдаются редко.

## Противопоказания
- кишечная непроходимость;
- ущемленная грыжа;
- острые воспалительные заболевания органов брюшной полости (в том числе перитонит);
- абдоминальные боли неясного генеза;
- кровотечения из ЖКТ;
- спастический запор;
- тяжелая дегидратация;
- метроррагия;
- цистит;
- I триместр беременности;
- повышенная чувствительность к натрия пикосульфату и другим компонентам препарата.

## Беременность и лактация
Не выявлено отрицательного действия препарата на течение беременности и развитие плода, однако применять препарат при беременности, особенно в I триместре, следует только в том случае, если предполагаемая польза для матери превышает возможный риск для плода.
Чтобы понять, когда можно принимать медикамент, стоит просто внимательно изучить таблицу. Здесь все довольно наглядно показано.
| 1 триместр                             | 2 триместр                        | 3 триместр                                                                             |
| -------------------------------------- | --------------------------------- | -------------------------------------------------------------------------------------- |
| Противопоказан, может вызвать выкидыш. | Разрешен под врачебным контролем. | Можно, но только в том случае, когда позитив от средства превышает существующие риски. |

Натрия пикосульфат не выделяется с грудным молоком, но при необходимости применения препарата в период лактации следует прекратить грудное вскармливание.
В экспериментальных исследованиях не выявлено мутагенного и тератогенного действия препарата.

## Особые указания
Препарат не следует принимать ежедневно в течение длительного времени.

### Использование в педиатрии
У детей препарат применяют только по строгим показаниям. Грудным детям назначать препарат нецелесообразно из-за недостаточного развития сульфатазопроизводящей флоры кишечника.

### Результаты экспериментальных исследований
В исследованиях, проведенных на лабораторных животных, не выявлено токсического и канцерогенного действия препарата.

## Передозировка
- Симптомы: кишечная колика, диарея, клинически значимая потеря калия и других электролитов.
- Лечение: проводят симптоматическую терапию.

## Лекарственное взаимодействие
При одновременном применении препарата в повышенных дозах и диуретиков или кортикостероидов возможно увеличение риска электролитных нарушений.
Электролитный дисбаланс, возникающий на фоне приема препарата в высоких дозах, может привести к ухудшению переносимости сердечных гликозидов.
Одновременное назначение антибиотиков широкого спектра действия может уменьшить послабляющий эффект препарата.

## Состав
4,4-(2-Пиколилиден)-дифенол сульфат.
В 1 мл (15 капель) содержится 7,5 мг натрия пикосульфата. Также в состав препарата входят: натрия метилпарагидроксибензоат, сорбитол 70 %, кислота хлористоводородная, вода очищенная.